# Kutai Kerta Negara
Il regno di Kutai Kerta Negara o Kutai Kertanegara (in lingua aceh: Kerasultan Kutai Kerta Negara, in arabo: كسلطانن كوتاي كرتانݢارا ايڠ مرتاڤورا) o semplicemente regno di Kutai fu uno stato principesco esistito nell'attuale Indonesia dal 1300 sino al 1949.
Nato come regno indù nel 1300 presso la città di Kutai Lama, divenne un regno islamico dal 1575 e successivamente venne soppresso dalla repubblica indonesiana nel 1960. Il regno di Kutai Kertanegara annetté anche il regno di Kutai Martapura nel 1635 e così facendo il territorio del regno di Kutai Kertanegara si espanse e il nome del regno divenne Kutai Kertanegara ing Martapura.
Per preservare la cultura e le usanze locali, dal 2001 il sultanato è stato ripristinato, ma come entità puramente cerimoniale e senza più un'effettiva valenza politica. L'incoronazione del sultano Aji Muhammad Salehuddin II si è tenuta il 22 settembre 2001.

## Storia

### L'origine
Il regno di Kutai Kertanegara venne fondato all'inizio del XIV secolo in un'area chiamata all'epoca Jaitan Layar o Kutai Lama (ora un villaggio nel distretto di Anggana) con il suo primo re, Aji Batara Agung Dewa Sakti (1300 - 1325).
Nel XVI secolo, il regno di Kutai Kertanegara, sotto la guida del re Aji Pangeran Sinum Panji Mendapa, riuscì a conquistare il vicino regno di Kutai Martapura (o semplicemente regno di Kutai). Il re di Kutai Kertanegara in seguito chiamò il suo regno coi nomi di Kutai Kertanegara Ing Martapura come fusione tra i due regni.
Nel XVII secolo, l'islam iniziò a diffondersi in tutto il regno di Kutai Kertanegara e dopo circa un secolo, il sovrano locale prese il titolo di sultano in accordo con le leggi islamiche. Il sultano Aji Muhammad Idris (1732-1739) fu il primo re Kutai Kertanegara a usare il titolo sultano.
Secondo Hikayat Banjar e Kotawaringin (1663), quello di Kuta Kartanegara era uno degli stati che rendevano annualmente omaggio al regno di Benjar dal XIV secolo fino alla proclamazione del sultanato. Intorno al 1620 Kutai passò sotto l'influenza del sultanato di Makassar. Nel 1635, il sultanato di Banjar e la Compagnia olandese delle Indie orientali stabilirono un accordo secondo il quale i secondi si impegnavano ad aiutare i primi nella loro campagna militare per riprendere il controllo di Paser e Kutai. Così, dal 1636, il sultanato di Kutai venne rivendicato dal sultanato di Banjar, ma poco dopo l'area venne perduta nuovamente
Nel 1747, la Compagnia olandese delle Indie orientali riconobbe il principe Tamjidullah I come sultano di Banjar e nel 1765 i coloni olandesi accettarono di aiutare il sultano nella conquista di quelle aree del suo dominio che si erano dichiarate separatiste, incluso Kutai, con un accordo scritto. L'intervento degli olandesi fu in questo senso motivato dalla loro necessità di unire le regioni del Kalimantan così da estendere in maniera uniforme la loro influenza sull'area. Kutai era all'epoca sotto l'influenza di La Maddukelleng (re di Wajo) che era spiccatamente anti-olandese, e si avvaleva dell'alleanza di Pangeran Amir, il legittimo erede alla corona del sultanato di Banjar, assistito da suo zio Arung Turawe (anti-olandese), il quale tentò di contrastare l'avanzata degli europei ma senza successo.
Il 13 agosto 1787, il sultano di Banjar, Sunan Nata Alam fece, sottoscrisse un nuovo accordo con la Compagnia olandese delle Indie orientali che rendeva il suo regno un protettorato olandese, mentre le altre dipendenze del suo regno vennero consegnate unilateralmente come proprietà della Compagnia olandese. Nel 1778 Landak e Sukadana (che costituivano la maggior parte del Kalimantan occidentale) vennero cedute alla Compagnia dal sultano di Banten. Il 9 settembre 1809, la Compagnia olandese delle Indie orientali lasciò a Banjar la città di Tatas e consegnò la fortezza locale e la fortezza di Tabanioal al sultano di Banjar in cambio della somma di 26 carati di diamanti. 
Durante le guerre napoleoniche, il Regno d'Olanda (alleato di Napoleone), perse queste colonie d'oltremare a favore degli inglesi e dal 1812, Alexander Hare divenne il nuovo rappresentante locale per conto del governo di Gran Bretagna. Il 1º gennaio 1817, ad ogni modo, sulla base di quanto stabilito dal Congresso di Vienna, la Gran Bretagna dovette restituire le Indie orientali olandesi ai Paesi Bassi. Gli olandesi si apprestarono da subito a rinnovare l'accordo con il sultano di Banjar. La terra di Kutai venne nuovamente occupata dagli olandesi dal 1817 con accordo sottoscritto tra il sultano di Benjar ed il residente olandese, Aernout van Boekholzt. Per legge, Kutai era all'epoca considerato uno stato all'interno del sultanato di Banjar.

### Lo spostamento della capitale

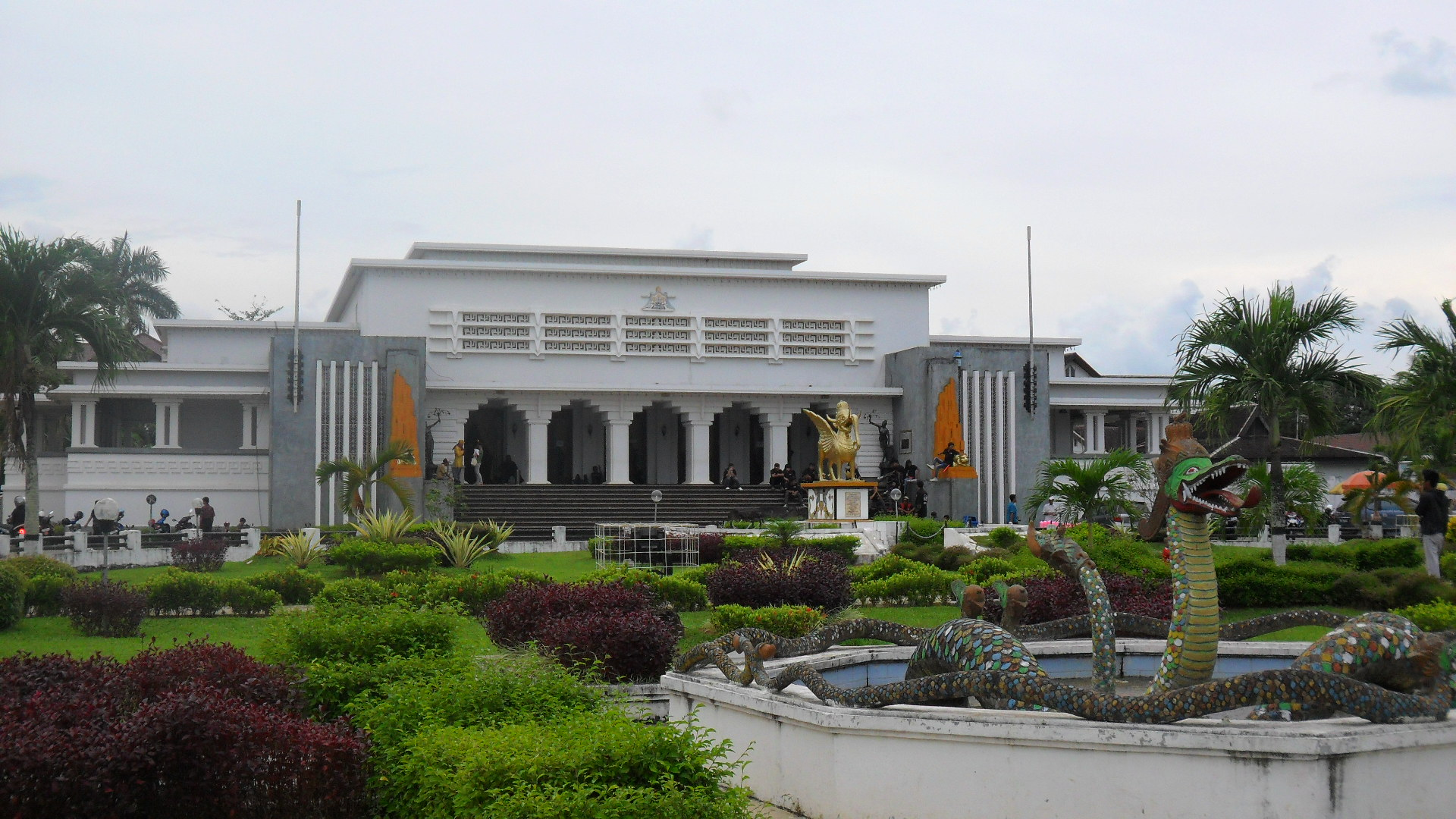
L'antico palazzo reale di Kutai Kerta Negara, oggi sede del Museo Mulawarman.

Il sultano Aji Muhammad Idris, come si è detto, fu il primo sultano ad utilizzare quel titolo regale per sfuggire al dominio del sultano di Banjar, il quale si trovava sotto l'influenza della Compagnia delle Indie orientali olandesi. Questi morì nel 1739 mentre era impegnato nel Sulawesi meridionale a combattere proprio gli olandesi e dopo la sua dipartita si aprì effettivamente una disputa per la successione al trono. Il principe ereditario, Aji Imbut, era all'epoca ancora un bambino, e quindi portato d'urgenza a Wajo per difenderlo da possibili lotte interne e regnò al suo posto lo zio Aji Kado che divenne noto col nome di Aji Muhammad Aliyeddin .
Da adulto, Aji Imbut come legittimo principe ereditario del sultanato di Kutai Kertanegara, tornò nella terra di Kutai. Tra i parenti alla corte ed i fedelissimi del defunto sultano Idris, Aji Imbut venne accolto come sultano di Kutai Kertanegara, mentre Aji Kado ovviamente si opponeva a tale decisione. Il partito di Aji Imbut riuscì ad avere la meglio, ma Aji Kado non si dette per vinto ed iniziò una serie di azioni di pirateria per danneggiare l'economia locale e costringere l'aristocrazia a riconoscerlo come legittimo sovrano. Trovandosi in difficoltà, nel 1778 Aji Kado chiese persino l'aiuto degli olandesi, ma questi preferirono non interferire nella disputa.
Nel 1780, Aji Imbut riuscì a rivendicare il possesso della capitale di Pemarangan e fu ufficialmente incoronato come sultano con il nome di Aji Muhammad Muslihuddin nel palazzo reale. Aji Kado venne catturato, giustiziato e sepolto sull'isola di Jembayan.
Il sultano Aji Muhammad Muslihuddin decise a quel punto di trasferire la capitale del sultanato Tepian Pandan il 28 settembre 1782. Questa mossa venne compiuta nel tentativo di rimuovere ogni traccia del funesto regno di Aji Kado ed evitare così futuri contrasti con la popolazione. Il nome Tepian Pandan fu successivamente cambiato in Tangga Arung, che significa "Casa del Re". Nel 1838, alla morte di Aji Muhammasd Muslihuddin, gli succedette il figlio Aji Muhammad Salehuddin.

### L'attacco navale britannico
Nel 1844, due navi mercantili guidate da James Erskine Murray e provenienti dall'Inghilterra entrarono nelle acque di Tenggarong. Murray si era portato nel regno di Kutai formalmente per commerciare, e per questo aveva chiesto al sultano locale la possibilità di disporre della terra per aprire una stazione commerciale, nonché i diritti esclusivi di passaggio delle navi nelle acque di Mahakam. Il sultano Aji Muhammad Salehuddin, ad ogni modo, permise a Murray di commerciare solo attorno a Samarinda e questo indispose Murray che, insoddisfatto della risposta del sovrano locale, dopo alcuni giorni di sosta nel porto di Tenggarong, decise di aprire il fuoco dei cannoni a bordo delle sue navi contro il palazzo reale di Kutai, ricevendo la risposta delle truppe del sultano. Lo scontro fu inevitabile: la flotta di Murray alla fine perse e fuggì in alto mare. Cinque persone rimasero ferite e tre furono i morti nella flotta di Murray, tra cui lo stesso Murray.
L'incidente della battaglia di Tenggarong, raggiunse l'Inghilterra ed il governo coloniale era intenzionato a contrattaccare Kutai con una spedizione militare, ma intervennero questa volta gli olandesi che risposero che il sultanato di Kutai faceva parte del territorio delle Indie orientali olandesi e che i Paesi Bassi avrebbero risolto la faccenda a modo loro, lasciando intendere che ogni altra interferenza esterna non sarebbe stata vista di buon occhio. Gli olandesi decisero quindi di inviare la loro flotta coloniale al comando di t'Hooft presso Tenggarong, aprendo il fuoco sul palazzo del sultano. Il sultano Aji Muhammad Salehuddin fuggì a Kota Bangun. La città di Tenggarong venne incendiata e più di 500 case bruciarono nell'attacco. Il sultanato di Kutai Kertanegara alla fine perse lo scontro e dovette arrendersi agli olandesi.
L'11 ottobre 1844, il sultano Aji Muhammad Salehuddin venne costretto a firmare un accordo con gli olandesi col quale si riconosceva sottoposto all'autorità del governo delle Indie orientali olandesi e che avrebbe fatto riferimento al residente olandese a Banjar.
Nel 1846, H. von Dewall divenne il primo amministratore civile olandese nella costa orientale del Borneo.
Alla morte di Salehuddin, nel 1850, il trono venne occupato da suo figlio Aji Muhammad Sulaiman. Nel 1853, il governo delle Indie orientali olandesi nominò J. Zwager assistente residente a Samarinda.

### L'apertura delle prime miniere di carbone

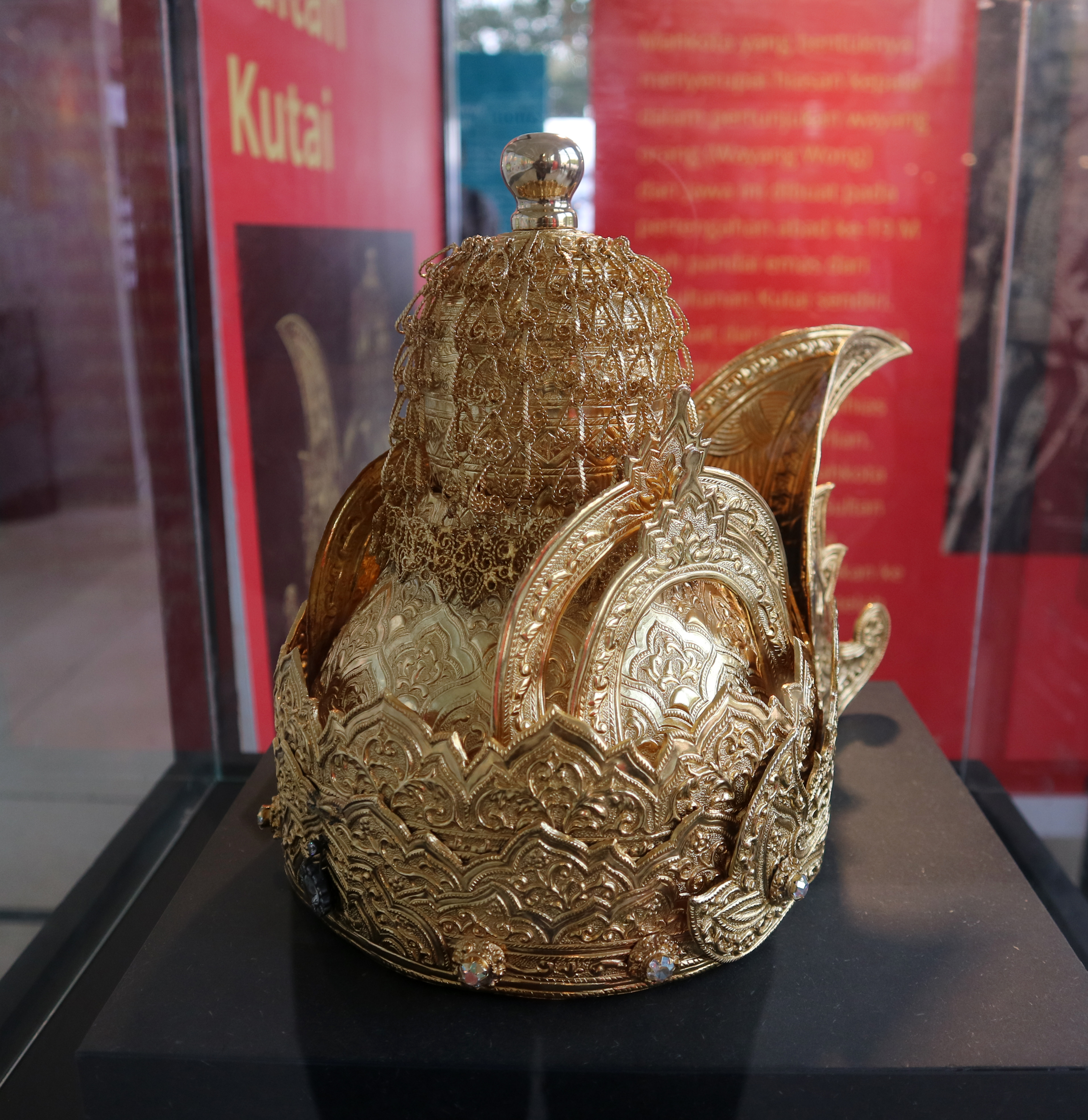
La corona d'oro del sultano di Kutai Kerta Negara, conservata dal 1967 al Museo Nazionale dell'Indonesia di Giacarta

Nel 1888, venne aperta la prima miniera di carbone dello stato di Kutai presso l'insediamento di Batu Panggal da un ingegnere minerario olandese, J. H. Menten, gettando nel contempo anche le basi per un primo sfruttamento petrolifero nella regione di Kutai. La prosperità della regione di Kutai divenne particolarmente evidente, il che rese il sultanato di Kutai Kertanegara molto famoso a quel tempo. Le rendite derivate dallo sfruttamento delle risorse naturali a Kutai vennero concesse al sultano Sulaiman.
Nel 1899, il sultano Sulaiman morì e fu sostituito da suo figlio Aji Muhammad Alimuddin. Molto tollerante a livello religioso, nel 1907 il sultano consentì l'apertura della prima missione cattolica a Laham, nella parte occidentale del regno. Il sultano Alimuddin regnò solo per 11 anni, morendo nel 1910. Alla sua morte, poiché a quel tempo il principe ereditario Aji Kaget era ancora un bambino, il regno del sultanato di Kutai Kertanegara venne retto da un consiglio guidato da Aji Pangeran Mangkunegoro.
Il 14 novembre 1920, Aji Kaget venne incoronato ufficialmente sultano di Kutai Kertanegara con il nome di Aji Muhammad Parikesitma, fatto che creò delle polemiche perché alcuni non lo ritenevano degno e gli preferivano invece il fratello Aji Pangeran Soemantri.
Dall'inizio del XX secolo, l'economia di Kutai crebbe molto rapidamente grazie alla creazione della Borneo-Sumatra Trade Co. In questi anni, il capitale ottenuto da Kutai crebbe costantemente grazie al surplus che generava ogni anno. Fino al 1924, Kutai disponeva di un fondo personale di 3.280.000 fiorini, una cifra davvero notevole per quel periodo.
Nel 1936, il sultano Aji Muhammad Parikesit fece costruire un nuovo palazzo in muratura che venne completato entro un anno. Nel 1942, anche il regno di Kutai venne occupato dalle forze giapponesi ed il sultano venne costretto a sottomettersi a Tenno Heika, l'imperatore del Giappone.

### L'indipendenza e l'abolizione del sultanato
L'Indonesia divenne indipendente nel 1945. Due anni dopo, il sultanato di Kutai Kertanegara entrò a far parte della regione di Swapraja, nella Federazione del Kalimantan Orientale insieme ad altre aree del sultanato come Bulungan, Sambaliung, Gunung Tabur e Pasir. Il 27 dicembre 1949, lo stato entrò definitivamente a far parte degli Stati Uniti d'Indonesia e venne poi abolito nel 1960, terminando la propria esistenza come entità politica indipendente.
Dal 1999 il sultanato è stato ripristinato come ente per la tutela della cultura e delle tradizioni locali, senza però avere più un peso politico o amministrativo sulla regione.

## Sovrani di Kutai Kerta Negara
- 1300 - 1325	Aji Batara Agung Dewa Sakti
- 1325 - 1360	Aji Batara Agung Paduka Nira
- 1360 - 1420	Aji Maharaja Sultan
- 1420 - 1475	Aji Raja Mandarsyah
- 1475 - 1545	Aji Pangeran Tumenggung Bayabaya
- 1545 - 1610	Aji Raja Mahkota Mulia Alam
- 1610 - 1635	Aji Dilanggar
- 1635 - 1650	Aji Pangeran Sinum Panji Mendapa ing Martapura
- 1650 - 1665	Aji Pangeran Dipati Agung ing Martapura
- 1665 - 1686	Aji Pangeran Dipati Maja Kusuma ing Martapura
- 1686 - 1700	Aji Ragi gelar Ratu Agung
- 1700 - 1710	Aji Pangeran Dipati Tua (Pangeran Dipati Toewa Ing Martapoera)
- 1710 - 1735	Aji Pangeran Anum Panji Mendapa ing Martapura
- 1735 - 1778	Aji Muhammad Idris
- 1778 - 1780	Aji Muhammad Aliyeddin
- 1780 - 1816	Aji Muhammad Muslihuddin
- 1816 - 1845	Aji Muhammad Salehuddin
- 1850 - 1899	Aji Muhammad Sulaiman
- 1899 - 1910	Aji Muhammad Alimuddin
- 1920 - 1930 Aji Muhammad Parikesit
- 1930 - 1955 Aji Muhammad Hasanah
- 1955 - 1960 Aji Muhammad Purboningrat
- 1999 - 2018	Aji Muhammad Salehuddin II
- 2018 - oggi Aji Muhammad Arifin